# Poiana Blenchii
Poiana Blenchii es una comuna ubicada en el distrito de Sălaj, Rumania.

## Superficie
Posee una superficie de 52,98 kilómetros cuadrados.

## Demografía
Hasta 2021 la población era de 1094 habitantes, con una densidad de población de 20,65 habitantes por kilómetro cuadrado.